# 大野市太郎
大野 市太郎（おおの いちたろう、1946年5月10日 - ）は、日本の元裁判官。神奈川県出身。東京大学卒業。司法研修所長、福岡高等裁判所長官などを経て、大阪高等裁判所長官で定年退官。主に刑事裁判を担当。

## 経歴
- 1970年 司法修習生
- 1972年 横浜地方裁判所判事補
- 1974年 横浜家庭裁判所判事補
- 1975年 札幌地方・家庭裁判所小樽支部判事補
- 1977年 東京地方裁判所判事補
- 1979年 最高裁判所刑事局付
- 1982年 甲府地方・家庭裁判所判事
- 1985年 司法研修所教官
- 1989年 東京地方裁判所判事
- 1993年 東京地裁判事部総括（刑事1部）
- 2001年 最高裁刑事局長兼最高裁判所図書館長
- 2005年 宇都宮地方裁判所所長
- 2006年 東京高等裁判所部総括判事
- 2007年 司法研修所長
- 2010年 福岡高等裁判所長官
- 2010年 大阪高等裁判所長官
- 2011年 定年退官
- 2016年11月 瑞宝重光章受章

## 裁判
- 池袋通り魔殺人事件の第一審において裁判長を務め、死刑判決を下した。

| スタブアイコン | サブスタブ | この項目は、まだ閲覧者の調べものの参照としては役立たない、人物に関連した書きかけの項目です。この項目を加筆・訂正などしてくださる協力者を求めています（P:人物伝/PJ:人物伝）。 |